# Saison 2019 de l'équipe cycliste Caja Rural-Seguros RGA
La saison 2019 de l'équipe cycliste Caja Rural-Seguros RGA est la dixième de cette équipe.

## Préparation de la saison 2019

### Arrivées et départs
L'équipe Caja Rural-Seguros RGA a été fortement remanié durant l'intersaison : dix coureurs l'ont quittée et huit ont été recrutés.
| Arrivées           | Équipe 2018                    |
| ------------------ | ------------------------------ |
| Alan Banaszek      | CCC Sprandi Polkowice          |
| David González     | Caja Rural-Seguros RGA amateur |
| Domingos Gonçalves | RP-Boavista                    |
| Jon Aberasturi     | Euskadi Basque Country-Murias  |
| Matteo Malucelli   | Androni Giocattoli-Sidermec    |
| Sebastián Mora     | Ginestar-ULB Sports            |
| Sergei Chernetski  | Astana                         |
| Xavier Cañellas    | Caja Rural-Seguros RGA amateur |

| Départs             | Équipe 2019              |
| ------------------- | ------------------------ |
| Miguel Ángel Benito | retraite                 |
| Danilo Celano       | Amore & Vita-Prodir      |
| Fabricio Ferrari    | Efapel                   |
| Lluís Mas           | Movistar                 |
| Justin Oien         | Arapahoe Resources-BMC   |
| Rafael Reis         | W52-FC Porto             |
| Nick Schultz        | Mitchelton-Scott         |
| Joaquim Silva       | W52-FC Porto             |
| Yannis Yssaad       | Team U Nantes Atlantique |
| Josu Zabala         |                          |

## Déroulement de la saison
L'équipe commence sa saison fin janvier au Tour de San Juan, en Argentine, et au Challenge de Majorque.

## Coureurs et encadrement technique

### Effectif
L'effectif de l'équipe Caja Rural-Seguros RGA pour la saison 2019 comprend 19 coureurs. Joel Nicolau et Jefferson Cepeda rejoignent l'équipe en cours d'année.
| Cycliste           | Date de naissance | Nationalité | Équipe 2018                    |  |
| ------------------ | ----------------- | ----------- | ------------------------------ |  |
| Jon Aberasturi     | 28 mars 1989      | Espagne     | Euskadi Basque Country-Murias  |  |
| Julen Amezqueta    | 12 août 1993      | Espagne     | Caja Rural-Seguros RGA         |  |
| Alex Aranburu      | 19 septembre 1991 | Espagne     | Caja Rural-Seguros RGA         |  |
| Alan Banaszek      | 30 octobre 1997   | Pologne     | CCC Sprandi Polkowice          |  |
| Xavier Cañellas    | 16 mars 1997      | Espagne     | Caja Rural-Seguros RGA amateur |  |
| Jefferson Cepeda   | 2 mars 1996       | Équateur    | Caja Rural-Seguros RGA amateur |  |
| Sergei Chernetski  | 9 avril 1990      | Russie      | Astana                         |  |
| Álvaro Cuadros     | 12 avril 1995     | Espagne     | Caja Rural-Seguros RGA         |  |
| Domingos Gonçalves | 13 février 1989   | Portugal    | RP-Boavista                    |  |
| David González     | 21 février 1996   | Espagne     | Caja Rural-Seguros RGA amateur |  |
| Jon Irisarri       | 9 novembre 1995   | Espagne     | Caja Rural-Seguros RGA         |  |
| Jonathan Lastra    | 3 juin 1993       | Espagne     | Caja Rural-Seguros RGA         |  |
| Matteo Malucelli   | 20 octobre 1993   | Italie      | Androni Giocattoli-Sidermec    |  |
| Antonio Molina     | 4 janvier 1991    | Espagne     | Caja Rural-Seguros RGA         |  |
| Sebastián Mora     | 19 février 1988   | Espagne     | Ginestar-ULB Sports            |  |
| Mauricio Moreira   | 18 juin 1995      | Uruguay     | Caja Rural-Seguros RGA         |  |
| Joel Nicolau       | 23 décembre 1997  | Espagne     | Caja Rural-Seguros RGA amateur |  |
| Sergio Pardilla    | 16 janvier 1984   | Espagne     | Caja Rural-Seguros RGA         |  |
| Cristian Rodríguez | 3 mars 1995       | Espagne     | Caja Rural-Seguros RGA         |  |
| Gonzalo Serrano    | 17 août 1994      | Espagne     | Caja Rural-Seguros RGA         |  |
| Nelson Soto        | 19 juin 1994      | Colombie    | Caja Rural-Seguros RGA         |  |

## Bilan de la saison

### Victoires
| Date       | Course                                      | Pays     | Classe | Vainqueur        |
| ---------- | ------------------------------------------- | -------- | ------ | ---------------- |
| 17/03/2019 | Classica da Arrábida                        | Portugal | 1.2    | Jonathan Lastra  |
| 11/05/2019 | 2e étape du Tour de la communauté de Madrid | Espagne  | 2.1    | Alex Aranburu    |
| 7/06/2019  | 1re étape des Boucles de la Mayenne         | France   | 2.1    | Mauricio Moreira |
| 8/06/2019  | 2e étape des Boucles de la Mayenne          | France   | 2.1    | Jon Aberasturi   |
| 31/07/2019 | Circuit de Getxo                            | Espagne  | 1.1    | Jon Aberasturi   |
| 14/08/2019 | 2e étape du Tour de Burgos                  | Espagne  | 2.HC   | Jon Aberasturi   |
| 16/08/2019 | 4e étape du Tour de Burgos                  | Espagne  | 2.HC   | Alex Aranburu    |

### Résultats sur les courses majeures
Les tableaux suivants représentent les résultats de l'équipe dans les principales courses du calendrier international (les cinq classiques majeures et les trois grands tours). Pour chaque épreuve est indiqué le meilleur coureur de l'équipe, son classement ainsi que les accessits glanés par Caja Rural-Seguros RGA sur les courses de trois semaines.

#### Classiques
| Classique            | Milan-San Remo | Tour des Flandres | Paris-Roubaix | Liège-Bastogne-Liège | Tour de Lombardie |
| -------------------- | -------------- | ----------------- | ------------- | -------------------- | ----------------- |
| Coureur (classement) | non invitée    | non invitée       | non invitée   | non invitée          |                   |

#### Grands tours
| Grand tour           | Tour d'Italie | Tour de France | Tour d'Espagne |
| -------------------- | ------------- | -------------- | -------------- |
| Coureur (classement) | non invitée   | non invitée    |                |
| Accessits            | -             | -              |                |